# Roststjärtad borstbulbyl
Roststjärtad borstbulbyl (Bleda syndactylus) är en fågel i familjen bulbyler inom ordningen tättingar.

## Utseende och läte
Roststjärtad borstbulbyl är en stor bulbyl med mestadels olivgrön ovansida, gröngul undersida, vit strupe och en lång rödaktig stjärt. På huvudet syns blå bar hud runt ögat och en stor näbb som är hoptryckt från sidan. Sången består av en ödslig ekande serie fallande visslingar, varje ton darrande.

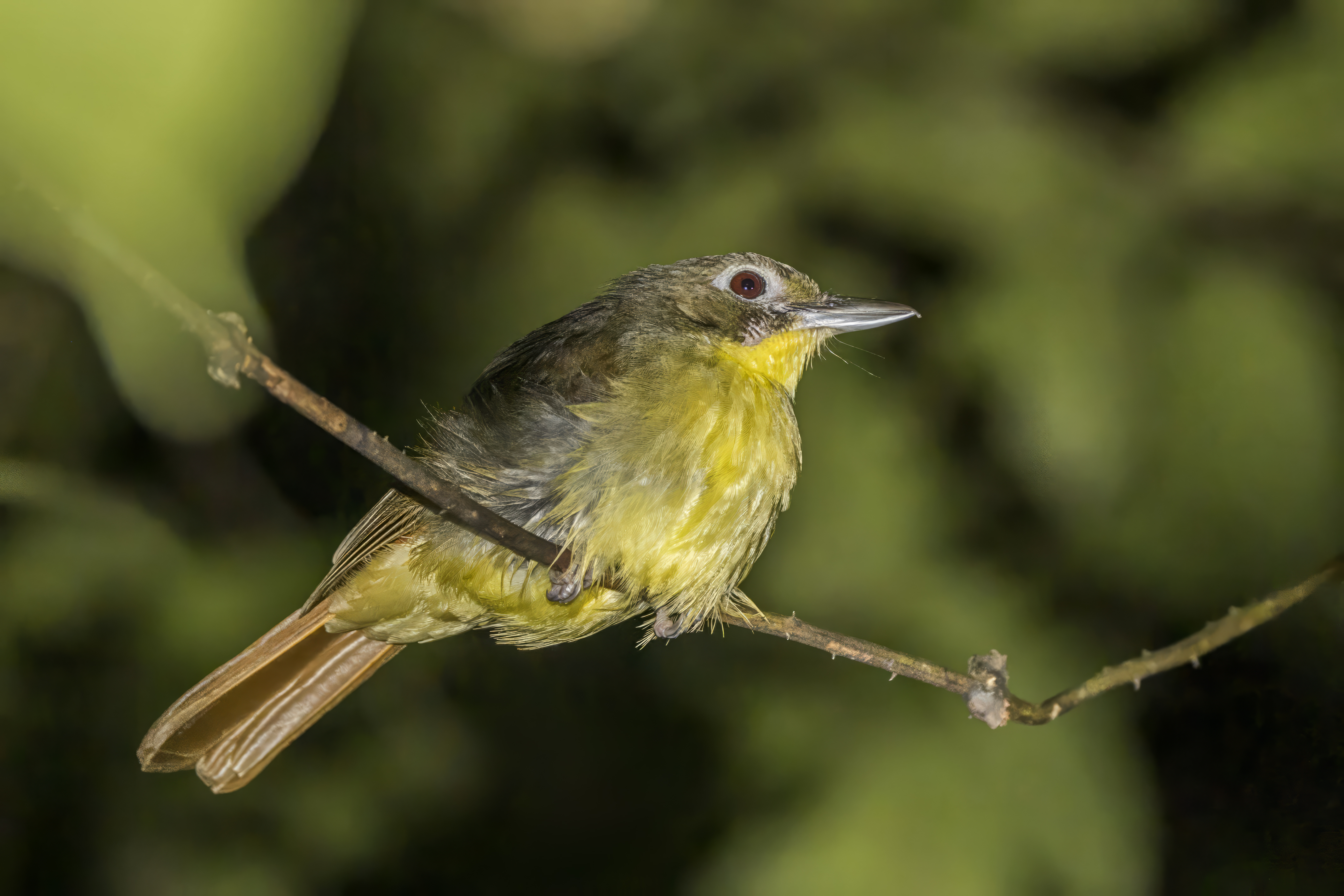

## Utbredning och systematik
Roststjärtad borstbulbyl delas in i tre underarter med följande utbredning:
- B. s. syndactylus – Sierra Leone till Gabon, nordvästra Angola, västra Demokratiska republiken Kongo och Zambia
- B. s. woosnami – östra Demokratiska republiken Kongo, södra Sydsudan, västra Kenya och Uganda till norra Angola och nordvästligaste Zambia
- B. s. nandensis – västra Kenya (Nandi Hills)

Underarten nandensis inkluderas ofta i woosnami.

## Levnadssätt
Roststjärtad borstbulbyl hittas i områden med stora träd och öppen undervegetation. Den ses också ibland i skpgsbryn och amdra öppnare ytor. Fågeln håller sig ofta nära marken.

## Status och hot
Arten har ett stort utbredningsområde, men tros minska i antal, dock inte tillräckligt kraftigt för att den ska betraktas som hotad. Internationella naturvårdsunionen IUCN listar arten som livskraftig (LC).